# Zagra (kommunhuvudort)
Zagra är en kommunhuvudort i Spanien.   Den ligger i provinsen Provincia de Granada och regionen Andalusien, i den södra delen av landet, 400 km söder om huvudstaden Madrid. Zagra ligger 677 meter över havet och antalet invånare är 1 092.
Terrängen runt Zagra är lite kuperad. Runt Zagra är det ganska glesbefolkat, med 47 invånare per kvadratkilometer. Närmaste större samhälle är Loja, 9,8 km söder om Zagra. Trakten runt Zagra består till största delen av jordbruksmark.